# Keplerův trojúhelník

Keplerův trojúhelník je pravoúhlý trojúhelník s obsahy čtverců nad odvěsnami a přeponou, které tvoří geometrickou posloupnost s kvocientem - poměrem zlatého řezu.

Keplerův trojúhelník je pravoúhlý trojúhelník s délkami stran které tvoří geometrickou posloupnost. Kvocient této posloupnosti je {\displaystyle {\sqrt {\varphi }}}, kde {\displaystyle \varphi } je hodnota poměru zlatého řezu. Hodnota {\displaystyle \varphi =}{\displaystyle {\frac {1+{\sqrt {5}}}{2}}}. Posloupnost velikostí stran lze zapsat: {\displaystyle 1:{\sqrt {\varphi }}:\varphi }, nebo přibližně 1 : 1,272: 1,618.  Obsahy čtverců nad stranami tohoto trojúhelníku tvoří také v geometrickou posloupnost s kvocientem {\displaystyle \varphi } tj. poměrem zlatého řezu.

## Pythagorova věta a zlatý řez v trojúhelníku
Trojúhelníky s takovými poměry jsou pojmenovány po německém matematikovi a astronomovi Johannesu Keplerovi (1571–1630), který jako první popsal, že v tomto trojúhelníku je poměr mezi jeho přeponou a kratší odvěsnou rovný zlatému řezu. Keplerův trojúhelník kombinuje Pythagorovu větu a zlatý řez. To Keplera hluboce fascinovalo, řekl:
| „                 | Geometrie má dva poklady: Pythagorovu větu a zlatý řez. První má cenu zlata, druhý připomíná spíše drahocenný kámen. | “ |
| — Johannes Kepler | |   |

## Odvození
Skutečnost, že trojúhelník se stranami {\displaystyle 1}, {\displaystyle {\sqrt {\varphi }}} a {\displaystyle \varphi }, tvoří pravoúhlý trojúhelník, vyplývá přímo ze vztahu kvadratické rovnice určující hodnotu zlatého řezu {\displaystyle \varphi }:
{\displaystyle \varphi ^{2}=\varphi +1}
do podoby Pythagorovy věty:
{\displaystyle (\varphi )^{2}=({\sqrt {\varphi }})^{2}+(1)^{2}.}

## Sestrojení Keplerova trojúhelníku

Metoda pro konstrukci Keplerova trojúhelníku pomocí zlatého obdélníku

Keplerův trojúhelník lze Eukleidovsky sestrojit, tak že nejprve vytvoříte tzv. zlatý obdélník:
1. Sestrojte čtverec o straně jednotkové velikosti.
2. Narýsujte úsečku ze středu jedné strany čtverce do protilehlého vnitřního úhlu čtverce.
3. Tuto úsečku použijte jako poloměr k nakreslení oblouku, který určí výšku obdélníku.
4. Dokončete sestrojení zlatého obdélníku.
5. Narýsujte oblouk s poloměrem delší strany zlatého obdélníku. V místě, kde protíná oblouk protilehlou stranu obdélníku, je určena přepona Keplerova trojúhelníku.

## Matematická náhoda

Zajímavá matematická náhoda: Kruh a čtverec mají přibližně stejný obvod

Pokud v Keplerově trojúhelníku se stranami {\displaystyle 1,{\sqrt {\varphi }},\varphi ,} sestrojíme kružnici opsanou a čtverec se stranou o velikosti větší odvěsny, pak se obvody čtverce ( {\displaystyle 4{\sqrt {\varphi }}} ) a kruhu ( {\displaystyle \pi \varphi } ) téměř shodují. Rozdíl je menší než 0,1%.
Jedná se o matematickou náhodu (koincidenci) {\displaystyle \pi \approx 4\,/{\sqrt {\varphi }}}. Tento čtverec a kruh nemohou mít úplně stejný obvod, protože v takovém případě by byl člověk schopen vyřešit klasický (nemožný) problém kvadratury kruhu. Jinými slovy, {\displaystyle \pi \neq 4\,/{\sqrt {\varphi }}}, protože {\displaystyle \pi } je transcendentální číslo.